# Cosimo Nocera
Cosimo Nocera né le 16 août 1938 à Secondigliano, (maintenant un quartier de Naples) et mort le 28 novembre 2012 à Foggia en Italie est un footballeur international italien des années 1960. Il était attaquant.

## Biographie
Cosimo Nocera est international italien à une seule occasion, le 1er mai 1965, contre le pays de Galles en match amical. Remplaçant dans le match, il inscrit un but à la 90e minute. Il est le premier joueur de l'US Foggia à être international.
Joueur de l'US Foggia de 1959 à 1969, il dispute 257 matchs pour 101 buts inscrits. Il remporte deux fois la troisième division en 1960 et en 1962. Il est meilleur buteur du championnat de Serie B en 1962-1963 avec 24 buts. Il joue trois saisons en première division et il est finaliste de la coupe d'Italie 1968-1969.
Il finit sa carrière en 1969-1970 à l'AC Massiminiana, en Série C, disputant 14 matchs pour 5 buts, ne pouvant empêcher la relégation en Serie D.
Lors de la saison 1979-1980, il est entraîneur adjoint à l'US Foggia.
Le 28 novembre 2012, il meurt à l'âge de 74 ans à Foggia.